# Geogarypus continentalis
Geogarypus continentalis är en spindeldjursart som först beskrevs av Vladimir V. Redikorzev 1934.  Geogarypus continentalis ingår i släktet Geogarypus och familjen Geogarypidae. Inga underarter finns listade i Catalogue of Life.